# Distretto di Higashitagawa
Il distretto di Higashitagawa (東田川郡, Higashitagawa-gun?) è uno dei distretti della prefettura di Yamagata, in Giappone.
Attualmente fanno parte del distretto i comuni di Mikawa e Shōnai.